# 세실리아 콜레지
마그달레나 세실리아 콜레지(영어: Magdalena Cecilia Colledge, 1920년 11월 28일 - 2008년 4월 12일)는 영국의 피겨 스케이팅 선수였다. 그녀는 1936년 올림픽에서 은메달을 획득했고, 1937년 세계 선수권 대회에서 우승했다. 그녀는 1937년에서 1939년까지 유럽 선수권 대회에서 우승했고, 전영국 선수권 대회에서 6번(1935-1939, 1946)우승했다.

## 개인 생활
세실리아 콜레지는 런던에서 자랐다.
콜레지는 독신으로 살았다. 그녀는 2008년 4월 12일에 매사추세츠주 케임브리지에 있는 마운트 오번 병원에서 사망했다.

## 선수 경력
콜레지는 1928년 런던 세계 선수권 대회를 보고 난후에 스케이트를 배우기 시작했다. 그녀의 어머니 마가렛은 마리벨 빈슨의 어머니가 초대했다. 그 대회에서, 세실리아는 각각 금메달과 은메달을 획득했고 소냐 헤니와 마리벨 빈슨의 공연에서 영감을 했다.
선수 경력 동안, 콜레지는 에바 키츠와 자크 게르쉬윌러의 지도를 받았다. 11세때, 그녀는 가장 어린 피겨 스케이팅 선수가 된 1932년 동계 올림픽에서 영국을 대표했다. 그녀는 그 대회에서 8위를 했다.
그녀는 1933년 유럽 선수권 대회에서 은메달을 획득했다. 그녀는 1935년 유럽 선수권 대회에서 동메달을 획득했고 1935년 세계 선수권 대회에서 은메달을 획득했다.
콜레지는 1936년 세계 선수권 대회에서 더블 점프를 실시할 수 있는 최초의 여자 선수가 되었고, 더블 살코 점프를 착지했다.
그녀는 1951년에 미국으로 이주했고 보스턴에서 코치가 되었다.
그녀는 1980년에 세계 피겨 스케이팅 명예의 전당에 헌액되었다.

## 참조
1. ↑  Nichols, Pete (2008년 4월 18일). “Obituary: Cecilia Colledge”. 《The Guardian》. 2008년 10월 11일에 원본 문서에서 보존된 문서.
2. ↑  세실리아 콜레지 보관됨 2015-09-08 - 웨이백 머신 Sports-reference.com